# Katedra w Blackburn
Katedra w Blackburn (ang. Blackburn Cathedral, pełna nazwa Cathedral Church of St Mary the Virgin with St Paul, pl. Kościół katedralny Najświętszej Maryi Panny i świętego Pawła) – katedra diecezji Blackburn Kościoła Anglii.
Kościół katedralny od 1926 roku, dawniej kościół parafialny. Wzniesiony w latach 1820–1826 przez Johna Palmera z Manchesteru. Zniszczony przez pożar w 1831 roku i odrestaurowany przez Thomasa Stonesa, majstra budowlanego w konsultacji z Thomasem Rickmanem. Znacznie rozbudowana od strony wschodniej w 1926 roku przez W.A. Forsythe'a. Kopuła centralna z latarnią została zaprojektowana przez Lawrence'a Kinga w 1961 roku. Mury katedry zostały wykonane z ciosów. Dachy zostały wykonane z płytek. Wieża zachodnia otoczona jest pomieszczeniami, które mieściły schody na balkony (obecnie rozebrane), nawa główna i nawy boczne. Niskie prezbiterium rozebrane i zastąpione przez duże transepty, prezbiterium i kaplice boczne. Świątynia została wzniesiona w stylu neogotyckim.